# New World in the Morning

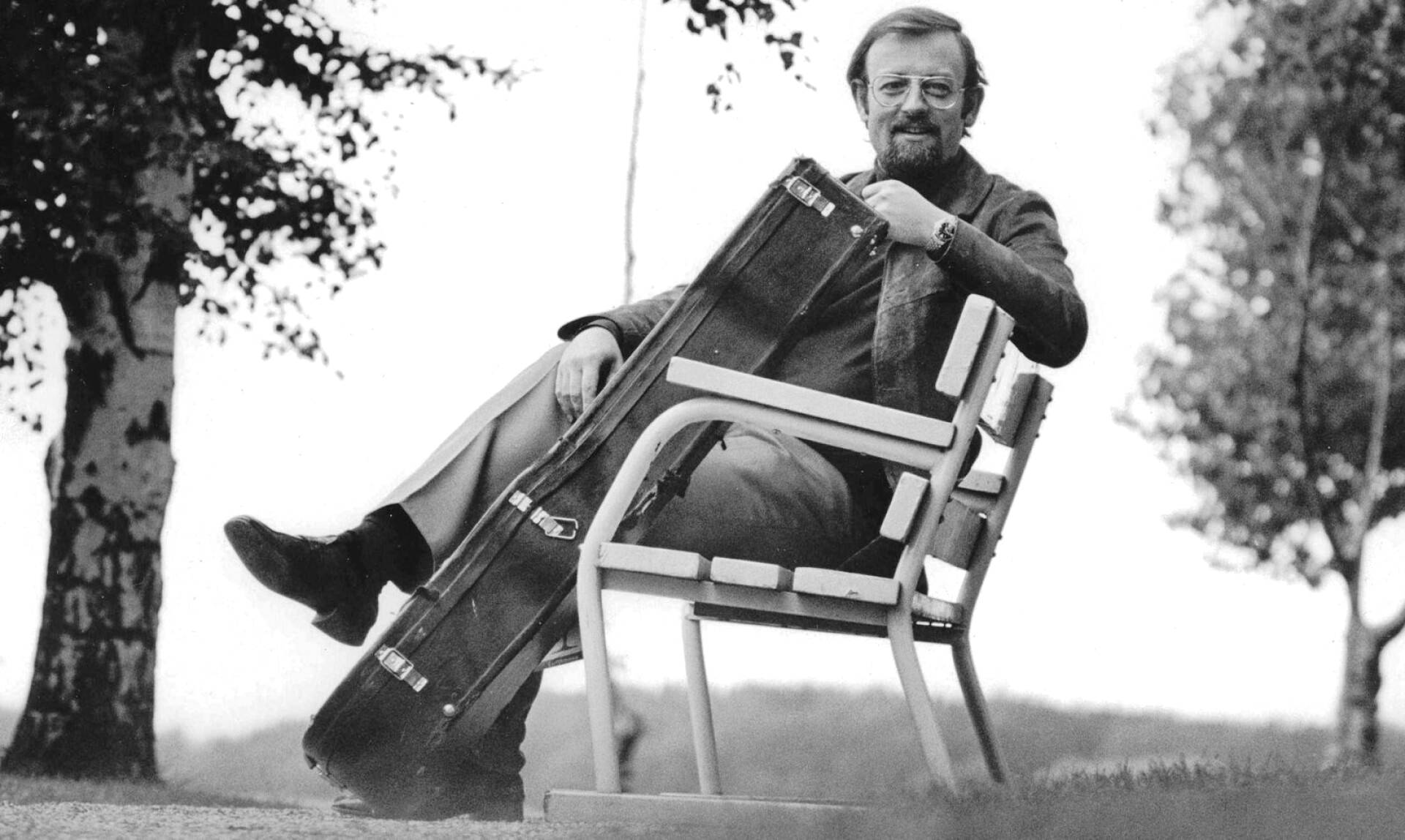
Roger Whittaker 1971

New World in the Morning ist ein Song von Roger Whittaker von 1970. Er ironisiert die Tatsache, dass viele Menschen ihre Pläne und Erwartungen oft auf die Zukunft verschieben, statt das Hier und Heute zu genießen.

## Entstehung und Erfolge
New World in the Morning bildete den Titelsong des gleichnamigen Albums. Text und Musik stammen von Whittaker selbst, produziert wurde es von Denis Preston. In den Britischen Single-Charts erreichte das Lied 1971 Platz 45, In den Niederlanden Platz 24 und in Belgien Platz 8 (Flandern) bzw. Platz 47 (Wallonie). Whittaker selbst veröffentlichte eine deutschsprachige Version unter dem Titel Der neue Morgen.

## Coverversionen
Englische Coverversionen stammen von Al Martino, The Alan Caddy Orchestra & Singers und Eddy Arnold (jeweils 1970), von James Pegler (1971), von Gloria Loring und Maria Dallas (jeweils 1972) sowie von Ceges (1975). Daneben gibt es zwei niederländische Versionen, nämlich von Gerard Cox Morgen wordt het beter (1972) mit eigenem  Text und von Willy Sommers Een mooie toekomst (2015) mit Text von Cliff Vrancken. Finnische Versionen stammen von Pekka Tuovinen (1973) und Tiikeri (1974) jeweils mit dem Titel Aamulla uusi maailma und Text von Sauvo Puhtila, schwedische von Göran Hagwall (1971), Stein Ingebrigtsen (1972) und Gunnar Wiklund (1978) jeweils mit dem Titel Livet är idag und Text von Olle Bergman. Die norwegische Fassung Lev idag mit Text von Terje Mosnes schließlich hat 1972 die Gruppe Stein eingespielt. Schließlich existiert eine Instrumentalfassung von Candido von 1971.